# Meadow Vale (Kentucky)
Meadow Vale est une ville américaine située dans le comté de Jefferson, dans le Kentucky. Selon le recensement de 2020, sa population est de 730 habitants.